# Elin Kristiansen
Pour les articles homonymes, voir Kristiansen.
Elin Synnøve Kristiansen, née le 9 juillet 1968 à Elverum, est une biathlète norvégienne.

## Biographie
Aux Championnats du monde 1988, elle remporte deux médailles d'argent : en relais et individuel. Cet hiver, elle fait partie des révélations de son sport, remportant aussi ses deux premières courses en Coupe du monde à Antholz et Oslo.
Aux Mondiaux 1990, elle décroche sa deuxième médaille individuelle au quinze kilomètres avec le bronze et gagne aussi la médaille d'argent en relais, tout comme en 1991. En 1991 et 1992, elle compte à chaque fois au moins une victoire, gagnant respectivement le sprint d'Oberhof puis l'individuel de Canmore et l'individuel de Novossibirsk.
Ensuite, Kristiansen est sélectionnée pour les Jeux olympiques d'hiver de 1992 et de 1994, à Lillehammer en Norvège, où elle est notamment quatrième du relais. En 1994, elle signe sa sixième et ultime victoire dans la Coupe du monde au sprint de Pokljuka.
Sa dernière saison est 1994-1995, où elle remporte le titre mondial à la course par équipes.

## Palmarès

### Jeux olympiques d'hiver
| Épreuve / Édition   | Individuel | Sprint | Relais |
| ------------------- | ---------- | ------ | ------ |
| JO 1992 Albertville | 9e         | 15e    | 7e     |
| JO 1994 Lillehammer | 13e        | 10e    | 4e     |

### Championnats du monde
| Mondiaux \ Épreuve      | individuel               | Sprint                    | Relais                   | Course par équipes               |
| 1987 Lake Placid        | -                        | 15e                       | -                        | Épreuve inexistante à cette date |
| 1988 Chamonix           | Médaille d'argent, monde | 11e                       | Médaille d'argent, monde | Épreuve inexistante à cette date |
| 1989 Feistritz          | 23e                      | 13e                       | 5e                       | Médaille d'argent, monde         |
| 1990 Minsk Oslo         | 5e                       | Médaille de bronze, monde | Médaille d'argent, monde | —                                |
| 1991 Lahti              | 7e                       | 11e                       | Médaille d'argent, monde | —                                |
| 1992 Novossibirsk       | JO Albertville           | JO Albertville            | JO Albertville           | 5e                               |
| 1995 Antholz-Anterselva | 35e                      | 47e                       | -                        | Médaille d'or, monde             |

Légende :

 : première place, médaille d'or

 : deuxième place, médaille d'argent

 : troisième place, médaille de bronze

 : épreuve inexistante à cette date

— : pas de participation à cette épreuve

### Coupe du monde
- Meilleur classement général : 2e en 1988.
- 16 podiums individuels : 6 victoires, 2 deuxièmes places et 8 troisièmes places.

#### Détail des victoires individuelles
| Saison / Épreuve | Individuel   | Sprint   | Poursuite                        | Mass start                       | Total |
| 1987-1988        | Oslo         | Antholz  | Épreuve inexistante à cette date | Épreuve inexistante à cette date | 2     |
| 1990-1991        | Canmore      | Oberhof  | Épreuve inexistante à cette date | Épreuve inexistante à cette date | 2     |
| 1991-1992        | Novossibirsk |          | Épreuve inexistante à cette date | Épreuve inexistante à cette date | 1     |
| 1993-1994        |              | Pokljuka | Épreuve inexistante à cette date | Épreuve inexistante à cette date | 1     |
| Total            | 3            | 3        | Épreuve inexistante à cette date | Épreuve inexistante à cette date | 6     |

#### Classements annuels
| Année | Classement général final |
| 1987  | 31e (Coupe d'Europe)     |
| 1988  | 2e                       |
| 1989  | 7e                       |
| 1990  | 16e                      |
| 1991  | 7e                       |
| 1992  | 9e                       |
| 1993  | 32e                      |
| 1994  | 13e                      |
| 1995  | 11e                      |